# Vashti: a Poem in Seven Books
Vashti: a Poem in Seven Books – poemat epicki amerykańskiego poety Johna Brayshawa Kaye’a, opublikowany w 1894. Utwór jest oparty na przekazie Biblii. Tytułową bohaterką jest wspomniana w Księdze Estery królowa Waszti. Utwór został napisany wierszem białym (blank verse), czyli nierymowanym pentametrem jambicznym, to znaczy sylabotonicznym dziesięciozgłoskowcem, w którym akcenty padają na parzyste sylaby wersu. Ten rodzaj wiersza w literaturze angielskiej począwszy od XVI wieku jest podstawowym wzorcem metrycznym dramatu i największej epiki. Występował on między innymi w dramaturgii Thomasa Kyda i epice Johna Miltona, Edwina Atherstone’a i Roberta Browninga.
Old Nile had flowed seven times five hundred years
In his accustomed course, sweeping adown
Those brown Egyptian vistas to the sea,
And had been feared and worshipped as a god
By untold millions who had lived their lives,
And sung their songs, and boasted their exploits
In arms and arts, and then lain down and died;
Till on his sunny banks on either side
From the broad Delta unto that far land
Where once the beauteous Queen of Sheba reigned,
Wrapped in their sere-cloth folds and put away,
A hundred generations lay entombed;
Zobacz też: Trial of Christ in Seven Stages.